# Belivah
Belivah är en del av en befolkad plats i Australien. Den ligger i kommunen Logan och delstaten Queensland, omkring 35 kilometer sydost om delstatshuvudstaden Brisbane. Antalet invånare är 323.
Runt Belivah är det ganska glesbefolkat, med 32 invånare per kvadratkilometer.. Närmaste större samhälle är Logan City, omkring 15 kilometer nordväst om Belivah.
I omgivningarna runt Belivah växer i huvudsak städsegrön lövskog. Genomsnittlig årsnederbörd är 1 424 millimeter. Den regnigaste månaden är januari, med i genomsnitt 275 mm nederbörd, och den torraste är oktober, med 21 mm nederbörd.